# Dia Europeu de les Llengües
El Dia Europeu de les Llengües fou proclamat el 26 de setembre de 2001 pel Consell d'Europa, amb el suport de la Unió Europea. El seu principal objectiu és fomentar l'aprenentatge d'idiomes a tot Europa, tant en jóvens com en ancians.

## Objectius generals
- Alertar el públic sobre la importància de l'aprenentatge d'idiomes i diversificar la gamma de llengües, per tal d'incrementar el multilingüisme i la comprensió intel·lectual.
- Promoure la rica diversitat lingüística i cultural d'Europa.
- Fomentar l'aprenentatge permanent d'idiomes dins i fora de les escoles.

En aquest dia hom organitza una sèrie d'esdeveniments a tot Europa, activitats per a nens, programes de ràdio i televisió, classes d'idiomes i conferències, etc.
D'acord amb una enquesta duta a terme el febrer de 2006, el 56 % dels ciutadans de la UE (25 Estats membres) parlen una llengua diferent de la seva materna, però el 44 % admet només l'aprenentatge, ús i coneixement de l'idioma natiu. El 38 % dels ciutadans de la UE indiquen que saben anglès, seguit pel 14 % que dominen l'idioma alemany i francès.
La Unió Europea inverteix 30 milions d'euros anuals per promoure l'aprenentatge d'idiomes i la diversitat lingüística, a través dels programes "Sòcrates" i «Leonardo da Vinci», una política que començà el 1990 amb el programa «Lingua».